# Antagonista (literatura)

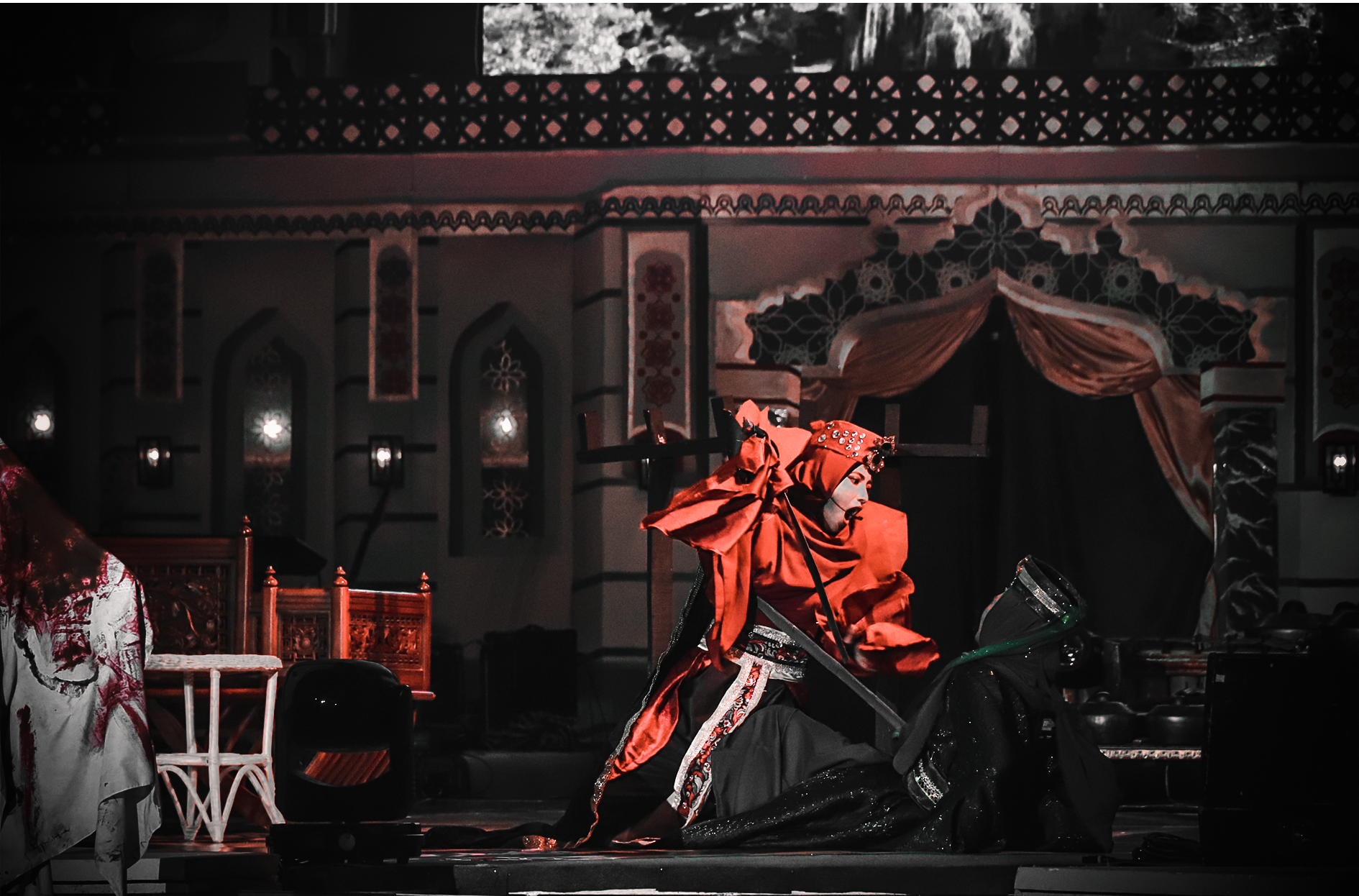
Uma antagonista ameaça a protagonista com uma espada.

Um antagonista (do grego: ἀνταγωνιστής - antagonistes, "oponente, competidor, rival") é um personagem, grupo de personagens, ou uma instituição, que representa a oposição contra a qual o protagonista tem de lutar. Em outras palavras, é uma pessoa, ou um grupo de pessoas que se opõem ao personagem principal, ou aos personagens principais. A etimologia é derivada de anti- ("contra") e agonizesthai ("lutar por um prêmio").
O antagonista é um personagem ou força contra a qual outro personagem luta; na prosa é o principal adversário do protagonista e a força da narrativa que dificulta suas ações. O papel do antagonista é geralmente frustrar as intenções do protagonista de agir. Creonte é o antagonista de Antígona na peça Antígona de Sófocles; Tirésias é o antagonista de Édipo em Édipo Rei, também de Sófocles. Além do campo teatral original, esse termo pode ser aplicado a outras artes de contar histórias, como literatura, quadrinhos ou cinema.
O antagonista não precisa ser necessariamente um personagem, podendo ser o próprio ambiente onde se encontra o protagonista, um traço de personalidade ou sentimento do próprio herói contra o qual ele luta, como o ciúme em Otelo, o Mouro de Veneza, ou até mesmo uma ideia ou conceito que é a principal fonte dos conflitos da história (como um preconceito ou a inveja).

## História
Na tragédia grega das duas primeiras gerações (Ésquilo e Sófocles) havia no palco no máximo dois atores que representavam todos os papéis, comentados por um coro. Isso sugere que as ações foram baseadas em uma emocionante constelação dramatúrgica de personagem principal e antagonista; por exemplo, Édipo e Creonte em Édipo Rei.
No teatro medieval tardio, o Diabo ou o Anticristo freqüentemente aparecia como o antagonista dos santos ou de Jesus Cristo. A Morte como oponente dos vivos também apareceu na dança da morte. Desde o Renascimento, tais figuras alegóricas foram humanizadas em vilões, como no Vício inglês.

## Definição

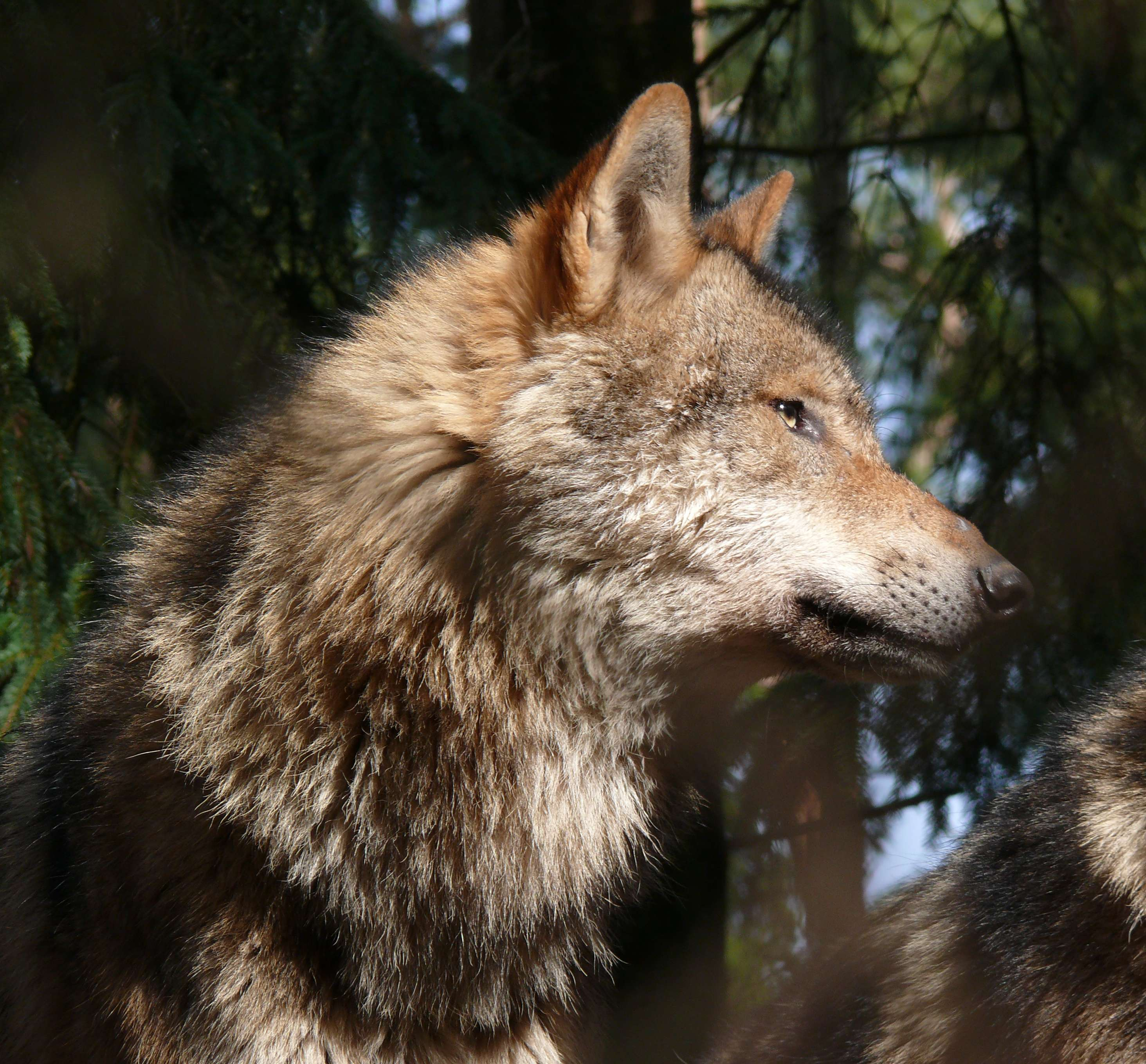
O lobo mau é o principal antagonista em vários contos de fadas.

No antigo teatro grego, o antagonista é um personagem, um grupo de personagens, ou uma instituição, que representa a oposição do protagonista. Por exemplo, em algumas histórias clássicas, um herói de alguma forma luta contra um vilão, e os dois personagens podem ser considerados um protagonista e um antagonista. O antagonista também pode representar uma ameaça ou um obstáculo para o personagem principal. Sendo um antigo tropo da narrativa, os dois personagens são os mais essenciais de uma história; criando a tensão pelo protagonista e antagonista competindo entre si por objetivos conflitantes para conduzir uma história adiante, evoluindo e desenvolvendo a definição e as características de ambos os tipos de personagens.
Na narratologia o termo antagonista é geralmente usado para indicar o personagem que, em uma história, se opõe ao protagonista. Nos gêneros literários que utilizam a figura do herói (bom) em sentido amplo ou restrito (por exemplo, contos de fadas e romances de cavalaria), o antagonista representa o anti-herói ou vilão. Em contos de fadas, o lobo mau ou a bruxa malvada são os principais antagonistas. No entanto, as associações protagonista-bom e antagonista-vilão evidentemente não são universais e muitas obras são contadas do ponto de vista de um personagem "mau". Desta forma, o antagonista não é sinônimo de vilão, pois no caso do protagonista ser um anti-herói, os antagonistas podem ser os verdadeiros heróis. Um exemplo é Mr. Brooks (Kevin Costner), no filme de mesmo nome, em que Brooks é um serial-killer e a antagonista é Tracy Atwood (Demi Moore), a detetive responsável pelo caso.
O antagonista (entendido como o elemento que se opõe à ação e ao sucesso do protagonista) não é necessariamente um personagem em sentido estrito; pode corresponder a um grupo, um sistema social, uma força da natureza e assim por diante. No livro 1984 de George Orwell, o sistema social é o antagonista, e em O Velho e o Mar de Ernest Hemingway, a natureza é a antagonista. De fato, o antagonista pode ser indefinível; por exemplo, em obras de Franz Kafka como O Processo, em que a própria ausência de um antagonista claramente delineado contribui para criar um sentimento de angústia e impotência que é referido com o adjetivo "kafkiano".
A relação entre antagonista e protagonista também pode ser ambígua. Um exemplo famoso nesse sentido é Moby Dick de Herman Melville, em que o antagonista pode ser a baleia caçada pelo Capitão Ahab ou o próprio capitão, que, com seu fanatismo torna-se o antagonista do personagem Ismael, representado pela voz narrativa do romance.

## Características
Tradicionalmente, o antagonista personifica o oposto do protagonista de várias maneiras, por exemplo no nível ético: se o protagonista é um herói com atributos éticos positivos, seu antagonista geralmente é um vilão imoral. No entanto, essa classificação não é obrigatória: protagonistas que são eles próprios maus ou anti-heróis podem ter um antagonista em personagens moralmente superiores. Os heróis podem encontrar heróis "falsos" que também parecem seguir objetivos moralmente valiosos, mas na verdade estão causando dano.
O protagonista e antagonista muitas vezes podem ser claramente distinguidos um do outro por características dualísticas externas, como gênero, idade, status e etnia. Por outro lado, eles podem ser caracterizados pelo fato de que os dois dificilmente diferem, por exemplo, no arquétipo do "irmão gêmeo do mal". Até mesmo a própria biografia e o passado do protagonista podem impedi-lo em seu progresso e assim assumem uma função antagônica.
Na mitologia, os antagonistas assumem principalmente o papel de guardiões e examinadores, muitas vezes são apenas personificações de limiares que o protagonista mitológico deve cruzar: eles não o prejudicam diretamente, mas devem ser atravessados para que o herói continue em seu caminho. A Esfinge de Tebas opõe o herói ao enigma anunciado com as palavras "Decifra-me ou te devoro": Que criatura pela manhã tem quatro pés, ao meio-dia tem dois, e à tarde tem três? O antagonista não precisa necessariamente agir para atrapalhar o protagonista. Por exemplo, se o antagonista é a paisagem selvagem e indomável (como em muitos romances de aventura), o próprio fato de sua existência é suficiente para ser considerada um obstáculo.
Se o antagonista agir, seu repertório típico de ação inclui:
- Julgamento do protagonista
- Enganar o protagonista
- Perseguição do protagonista
- Prejudicar a família ou amigos do protagonista
- Desafiar o protagonista em um duelo direto
- Ser derrotado pelo protagonista
- Ser punido de outra forma